# Obertasiv, Zolociv
Obertasiv (în ucraineană Обертасів) este un sat în comuna Ielîhovîci din raionul Zolociv, regiunea Liov, Ucraina.

## Demografie
Componența lingvistică a localității Obertasiv
     Ucraineană (100%)
Conform recensământului din 2001, toată populația localității Obertasiv era vorbitoare de ucraineană (100%).